# JapaNîmes
JapaNîmes est un salon événementiel professionnel français sur le Japon, la culture manga et plus globalement asiatique. Il se tient à Nîmes, dans le département du Gard et la région Languedoc-Roussillon, tous les ans sur le premier week-end de juin.
JapaNîmes est aussi un lieu d'échange entre amateurs et professionnels, désireux de partager leur passion.

## Présentation
La France, qui est devenue depuis déjà quelques années la seconde patrie du manga derrière le Japon, a vu naître plusieurs événements dans le genre. C'est dans cette lignée que la manifestation JapaNîmes a été créée, répondant à la demande de plus en plus forte du public français. 
JapaNîmes est très orienté sur le jeu vidéo, la culture traditionnelle asiatique et les arts martiaux qui sont des aspects importants de la société japonaise. JapaNîmes ne se limite néanmoins pas à la culture japonaise, en travaillant avec de nombreux organismes venant d'autres cultures asiatiques.

## Fréquentation et invités des éditions précédentes
La première édition s'est déroulée en juin 2009 et a accueilli 3 000 visiteurs.
La seconde édition s'est déroulée les 4 et 5 juin 2010, elle a accueilli 10 000 visiteurs 

Les invités étaient:
- Marcus de la chaine télé NoLife.
- Une partie de l'équipe de la web série Noob.
- Des auteurs de bande dessinée locaux, dont Dara, Gobi (auteur de BD), Paka, Rutile et Ukyo.

La troisième édition s'est déroulée les 3 et 4 juin 2011, elle a accueilli 11 000 visiteurs.
Pour la quatrième édition, les 2 et 3 juin 2012, le festival a accueilli le musicien japonais Keiichi Sugiyama qui a donné plusieurs concerts durant l'évènement.
En septembre 2013, les organisateurs annoncent qu'ils ne reconduisent pas le festival.